# 내 친구 우비소년
《내 친구 우비소년》(Hello Woobiboy)은 애니메이션 중 하나다. 플래시 애니메이션으로 제작된 《으쌰으쌰 우비소년》의 후속작으로 전작의 일부 인물들이 등장하지만, 배경과 등장 인물들의 나이 등이 전작과 완전히 차이가 있다.

## 방송 일시
| 방송 채널 | 방송 기간                          | 방송 시간                               | 비고 |
| --------- | ---------------------------------- | --------------------------------------- | ---- |
| KBS 2TV   | 2003년 12월 18일 ~ 2004년 6월 13일 | 목요일 오후 6시 ~ 6시 30분              | 1기  |
| KBS 2TV   | 2004년 8월 30일 ~ 2004년 8월 31일  | 월요일, 화요일 오후 1시 35분 ~ 1시 50분 | 1기  |
| KBS 2TV   | 2005년 5월 17일 ~ 2005년 6월 28일  | 화요일 오후 6시 10분 ~ 6시 40분         | 1기  |
| KBS 2TV   | 2005년 7월 5일 ~ 2005년 9월 27일   | 화요일 오후 6시 10분 ~ 6시 40분         | 2기  |
| KBS 1TV   | 2011년 3월 25일 ~ 2011년 6월 17일  | 금요일 오후 1시 30분 ~ 2시              | 2기  |

## 등장 인물

### 주인공
- 우비소년, 꽃님이 : 양정화
- 앨비수, 반장 : 한채언
- 오타 군, 뱃살공주 : 여민정

### 기타 인물
- 펭귄 아저씨 - 김석환
- 담임 선생님
- 김빠다
- 반장의 이모
- 예랑이
- 우비소년의 부모
- 귀신
- 오타 군의 아빠
- 지니
- 독고택
- 세티
- 훈이
- 빠다킹
- 꽃님이의 엄마
- 뻥도사 - 최준영

## 제작진

### 1기
- 편성기획 : 경명철
- 제작 : 이동우
- 감독 : 엄준영
- 시나리오 : 김남태
- 콘티 연출 : 박형동, 박정훈, 김동경, 박동기, 하민석, 강신혁, 이인경
- 미술 감독 : 이인경
- 레이아웃 : 이은영, 이승한, 윤석진
- 배경 : 하태양
- 소품 디자인 : 양은아
- 원화 감독 : 호중훈
- 원화 : 문영임, 한영자, 방수영
- 동화 : 강미옥
- 선화 : 이희정, 양경아, 최민영, 최윤주
- 채색 : 오지민
- 편집 책임 : 윤석진
- 플래시 애니메이션 : 강신혁, 조항진, 정광수, 차상기
- 제작 PD : 김도석
- 음악 감독 : 전종혁
- OST
  - 작사 : 전종혁[2]
  - 작곡 : 이영우
  - 노래 : 박상민
- 효과 : 최은진, 오명준
- 음향 감독 : 박희찬
- 믹싱 : 박희찬, 함종민
- 제작 협조 : 배영철(한국콘텐츠진흥원), 김선구, 이동주, 전대현, 노재원, 한미정

### 2기
- 편성기획 : 장성환
- 제작 지휘 : 이동우
- 총감독 : 박형동
- 제작 피디 : 윤석진
- 연출 감독 : 박정훈
- 시나리오 : 박지원, 이영우
- 캐릭터 디자인 : 엄준영, 문영임, 박정훈
- 설정 디자인 : 이인경, 김아
- 미술 감독 : 이인경
- 콘티 : 하민석, 류정우, 최현명, 공영석, 김재희, 강신혁, 이인경, 유윤성
- 작화 감독 : 한요한
- 레이아웃 : 이은영, 이대현, 이지윤
- 레이아웃 협력 : 오승철, 공영석, 박지연
- 원화 : 최정국, 최은순, 문영임, 박형미, 홍선미, 방수영, 유정상
- 원화 작감 : 김윤하, 문영임
- 클린업 : 최병건, 김미영
- 동화 : 박지영, 남경보, 윤혜원, 김은희
- 배경 : 홍은미, 박경희, 천현정
- 디지털 스캔 : 이재은, 김민욱
- 선화 체크 : 양경아, 이은영
- 선화 : 목영미, 남준석, 이지현, 송해정, 이재은, 박꽃님, 조철용, 김현진, 최병훈
- 채색 : 이진윤
- 컴포지트 : 안덕현, 민현종, 김택규, 박경희
- 플래시 애니메이터 : 강신혁, 차상기, 김양근
- 편집 감독 : 윤석진
- 제작 진행 : 김도석, 윤우림, 이은영
- 3D 감독 : 신수식
- 3D 미술 : 이정하
- 모델링 · 맵핑 : 강보경, 문상준, 박영미, 신선미
- 이펙트 : 신수식 임덕진
- HD 출력 : 치우 엔터테인먼트
- 음악 감독 : 전종혁
- OST
  - 작사 : 박형동, 박정훈
  - 노래 : 김환희
- 음악 스튜디오 : 쉘 뮤직
- 음향 감독 : 박희찬
- 녹음 : 서울애니메이션센터, 박동주
- 대사 편집 : 임윤미
- 사운드 디자인 : 김영린, 양정호, 양인
- 믹싱 : 박희찬, 김영린, 양정호
- 믹싱 스튜디오 : 아산정보기능대학 디지털 스튜디오[3]
- 목소리 협조 : 배방초등학교[4] 임상준 외

종합편집
- 편집 감독 : 배유진
- 제작 편집 : 박재범, 박경현
- CG : 신정원
- 프로듀서 : 민영문, 목훈, 윤석진, 엄준영
- 제작 : 한국방송공사, 로이비쥬얼

## 방영 목록
| 회차 | 방송일           | 주제               |
| ---- | ---------------- | ------------------ |
| 1화  | 2003년 12월 18일 | 새학년이 된 친구들 |
| 1화  | 2003년 12월 18일 | 똑똑한 아이        |
| 1화  | 2003년 12월 18일 | 피아노학원         |
| 1화  | 2003년 12월 18일 | 고구마             |
| 2화  | 12월 25일        | 비오는 날          |
| 2화  | 12월 25일        | 인형뽑기           |
| 2화  | 12월 25일        | 내가 좋아하는 것   |
| 2화  | 12월 25일        | 내 친구의 집       |
| 3화  | 2004년 1월 1일   | 청소당번           |
| 3화  | 1월 8일          | 운동회             |
| 3화  | 1월 15일         | 반장이 이상해      |
| 3화  | 1월 22일         | 우주여행           |
| 4화  | 1월 29일         | 충치               |
| 4화  | 2월 5일          | 결석               |
| 4화  | 2월 12일         | 거짓말             |
| 4화  | 2월 26일         | 고등어             |
| 5화  | 3월 7일          | 약속               |
| 5화  | 3월 14일         | 생일               |
| 5화  | 3월 21일         | 길을 잃었어        |
| 5화  | 3월 28일         | 동전 줍기          |
| 6화  | 4월 11일         | 짝꿍               |
| 6화  | 4월 25일         | 초콜릿             |
| 6화  | 5월 16일         | 꼬투리             |
| 7화  | 5월 30일         | 누가 그랬어?       |
| 7화  | 6월 13일         | 글짓기             |

### 파트3
| 회차 | 방송일         | 주제                   |
| ---- | -------------- | ---------------------- |
| 1화  | 2005년 7월 5일 | 문방구의 비밀          |
| 1화  | 2005년 7월 5일 | 청소의 달인            |
| 2화  | 7월 12일       | 애보기는 힘들어        |
| 2화  | 7월 12일       | 앨비수는 내 친구       |
| 3화  | 7월 19일       | 퀴즈왕이 될거야        |
| 3화  | 7월 19일       | 아이큐 소동            |
| 4화  | 7월 26일       | 귀신을 불러봐          |
| 4화  | 7월 26일       | 행운의 편지            |
| 5화  | 8월 2일        | 여자애들은 이상해      |
| 5화  | 8월 2일        | 소원을 부탁해          |
| 6화  | 8월 9일        | 안녕 UFO               |
| 6화  | 8월 9일        | 20년 뒤의 일기         |
| 7화  | 8월 16일       | 뱃살의 요리교실        |
| 7화  | 8월 16일       | 보물 사냥꾼            |
| 8화  | 8월 23일       | 뛰어라 도토리 외인구단 |
| 9화  | 8월 30일       | 과자 파티              |
| 9화  | 8월 30일       | 방학 동안 뭐했니       |
| 10화 | 9월 6일        | 뫼비우스의 띠          |
| 10화 | 9월 6일        | 낙서가 움직여요        |
| 11화 | 9월 13일       | 우리가 학교에 간 사이  |
| 11화 | 9월 13일       | 도토리나무 아래에서    |
| 12화 | 9월 20일       | 우비의 건망증          |
| 13화 | 9월 27일       | 친구를 위하여          |

## 용어 설명
- 도토리마을 : 이 작품의 배경이 되는 마을. 대도시 근처의 도토리나무가 무성한 작고 예쁜 전원마을이다.
- 도토리나무 : 도토리 마을 입구에 있는 커다란 나무. 도토리마을의 수호신으로 받들어지고 있으며, 이 나무 아래에서 소원을 빌면 소원이 이루어진다고 한다.
- 펭귄문방구 : 펭귄 아저씨가 운영하는 문방구.
- 도토리초등학교  : 우비 일행이 다니는 학교. 우비와 친구들은 모두 2학년 1반 소속이다.
- 오타 군의 주문 : 외계인을 부르는 주문, 귀신을 부르는 주문 등 다양한 효과를 지니고 있다. 주문은 다음과 같이 들린다.

| “ | 꼴레망또 깐뚜루 친친코알 르까뚜알 망꼬삐따 | ” |

- 주판 블레이드 : 평범한 수판처럼 보이지만 신발처럼 신을 수 있게 되어 있다.
- 러시아 인형 : 원래 러시아 인형 안에는 작은 인형이 들어 있지만, 펭귄 문방구에 있는 러시아 인형 안에는 해골이 들어 있다.
- 피리 : 불면 방귀 소리가 나는 피리.
- 뫼비우스의 TV : 뫼비우스 월드라는 놀이공원의 광고가 나오는 TV이다. TV를 켜게 되면 그 순간부터 반복되는 시간 속에 갇혀버리게 되며, 갇힌 사람은 광고의 일부분이 된다.
- 머리가 좋아지는 기구 : 단계별로 아이큐를 높이는 기구. 앞구르기 3000번, 엉덩이로 이름 쓰기 등 황당한 내용으로만 구성되어 있다.
- 요술 크레파스 : 그림을 그리면 그 그림의 대상이 그림과 같은 모습으로 바뀌게 된다. 요술 지우개로 그림을 지우면 원래대로 돌아온다.
- 요술 지우개 : 요술 크레파스와 한 세트로 이루어진 지우개. 요술 크레파스로 모습이 바뀐 사람을 원래 모습으로 되돌려놓을 때 사용한다.
- 편지지 : 지극히 평범한 편지지에 불과하지만, 우비가 이 편지지로 행운의 편지를 써서 온 마을에 퍼뜨리는 바람에 큰 소동이 일어난다.

## 같이 보기
- 으쌰으쌰 우비소년 : 전작.